# Ben Baur
Ben Baur (...) è un attore statunitense famoso per aver interpretato Alex nella webserie Hunting Season.

## Biografia

### Giovinezza
Baur ha frequentato la West Albany High School ad Albany, nell'Oregon, diplomandosi nel 2004. Baur si è poi laureato presso l'American Musical and Dramatic Academy.

### Carriera
Baur ha recitato come guest star nelle serie televisive Nip/Tuck e Happily Divorced prima di interpretare il ruolo di Alex nella webserie a tema LGBT Hunting Season. Dopo essere apparso nella serie The Following e Difficult People, ha interpretato Kip Stark in diversi episodi della webserie These People dal 2015 al 2016. Baur e l'amico di lunga data Thandi Tolmay hanno co-creato, co-prodotto e recitato nella webserie #Adulting nel 2016. Ha anche scritto episodi di These People e #Adulting.
Nel 2015 ha recitato nel suo primo lungometraggio, Front Cover diretto da Ray Yeung. Nel 2017 ha recitato nel film Something Like Summer tratto dal romanzo Come se fosse estate di Jay Bell.
Nel gennaio 2017, Baur ha pubblicato su Instagram di aver lavorato alla soap opera della ABC General Hospital in un ruolo sconosciuto. Ha interpretato l'impiegato postale Noah nello show il 27 febbraio 
2017. Baur ha anche scritto e recitato nel cortometraggio Something New, presentato in anteprima all'Outfest Los Angeles nel 2017.

## Vita privata
Ben Baur è gay. Nel 2012, ha scritto una colonna per il The Huffington Post sulle sue esperienze di coming out e sul fatto di essere un "out gay actor".
Dal maggio 2018 è fidanzato con Craig Gates.

## Filmografia

### Attore

#### Cinema
- Kelly, regia di Brian Rowe - cortometraggio (2010)
- Front Cover, regia di Ray Yeung (2015)
- Feedback, regia di Cameron Miller-Desart - cortometraggio (2016)
- Something Like Summer, regia di David Berry (2017)
- Something New, regia di TJ Marchbank - cortometraggio (2017)
- Next Level Shit, regia di Gary Jaffe - cortometraggio (2019)
- The Office Is Mine, regia di Michael Varrati - cortometraggio (2019)
- A Halloween Trick, regia di Michael Varrati - cortometraggio (2019)
- Unusual Attachment, regia di Michael Varrati - cortometraggio (2020)
- Yours Mine Ours, regia di Ben Baur - cortometraggio (2020)
- What's Left Inside, regia di Michael Varrati - cortometraggio (2021)

#### Televisione
- Nip/Tuck – serie TV, 1 episodio (2007) Non accreditato
- Happily Divorced – serie TV, 1 episodio (2011)
- Hunting Season – webserie, 12 episodi (2012-2015)
- The Following – serie TV, 1 episodio (2014)
- Mythos – serie TV, 1 episodio (2014)
- Primetime: What Would You Do? – serie TV, 2 episodi (2015)
- Difficult People – serie TV, 1 episodio (2015)
- These People – webserie, 5 episodi (2015-2016)
- General Hospital – serie TV, 1 episodio (2017)
- Dropping the Soap – serie TV, 1 episodio (2017)
- Famous in Love – serie TV, 1 episodio (2017)
- The Journey of Being Likable, regia di Paul McGovern Jr. – film TV (2017)
- Eastsiders – serie TV, 1 episodio (2017)
- #Adulting – webserie, 9 episodi (2016-2018)
- It Listens from the Radio – serie TV, 2 episodi (2020)
- So Far, So Close, regia di Michael Varrati e Brandon Kirby – serie TV, 3 episodi (2021)

### Sceneggiatore
- These People – webserie, 1 episodio (2015)
- Something New, regia di TJ Marchbank - cortometraggio (2017)
- #Adulting – webserie, 6 episodi (2016-2018)
- The Office Is Mine, regia di Michael Varrati - cortometraggio (2019)
- Yours Mine Ours, regia di Ben Baur - cortometraggio (2020)

### Produttore
- Something New, regia di TJ Marchbank - cortometraggio (2017)
- The Office Is Mine, regia di Michael Varrati - cortometraggio (2019)
- Yours Mine Ours, regia di Ben Baur - cortometraggio (2020)

### Regista
- Yours Mine Ours - cortometraggio (2020)

## Riconoscimenti
- 2013 – Indie Soap Awards[21]
  - Nomination Best Actor — Comedy per Hunting Season
  - Nomination Best Ensemble — Comedy per Hunting Season
- 2016 – Indie Series Awards[22][23]
  - Best Ensemble — Comedy per Hunting Season
  - Nomination Best Lead Actor — Comedy per Hunting Season
- 2017 – Indie Series Awards[24]
  - Nomination Best Web Series — Comedy per #Adulting
  - Nomination Best Lead Actor — Comedy per #Adulting
- 2017 – FilmOut San Diego
  - Miglior attore non protagonista per Something Like Summer